# Glorious (Cascada)
Glorious è un brano musicale del gruppo eurodance tedesco Cascada.

## Il brano
La canzone è stata scritta da Yann Peifer, Manuel Reuter, Andres Ballinas e Tony Cornelissen.
Essa è stata inserita nella raccolta The Best of Cascada.
Con questo brano, il gruppo ha partecipato in rappresentanza della Germania all'Eurovision Song Contest 2013 tenutosi a Malmö, dove tuttavia non ha avuto molta fortuna essendosi classificata al ventunesimo posto.
Il brano dei Cascada è stato sospettato di essere un plagio del brano Euphoria di Loreen, brano vincitore dell'Eurovision Song Contest 2012. Una commissione della NDR, televisione organizzatrice della selezione, ha indagato per stabilire se i sospetti fossero fondati o meno, respingendo alla fine le ipotesi di plagio. L'autore del brano di Loreen, Thomas G:son, ha inoltre affermato che per lui non si tratta di plagio.

## Tracce
Download digitale
1. Glorious - 3:27

## Classifiche
| Classifica (2013) | Posizione massima |
| ----------------- | ----------------- |
| Austria           | 29                |
| Germania          | 6                 |
| Svizzera          | 56                |